# T.U.F.F. Puppy
T.U.F.F. Puppy (también conocido como T.U.F.F. Puppy, agente secreto en Hispanoamérica) es una serie de televisión animada creada por Butch Hartman, el creador de las series Los padrinos mágicos y Danny Phantom. La serie se estrenó el 2 de octubre de 2010 en Nickelodeon. Tiene como productores a Deirdre Brenner, Dave Thomas y George Goodchild.
Se estrenó en España por Nickelodeon el 22 de agosto de 2011.

## Argumento
La historia de la serie de "T.U.F.F. Puppy" se centra principalmente en torno a una ciudad llamada "Petrópolis", donde todos los habitantes de la ciudad son animales antropomórficos. Significa que no hay seres humanos presentes o al menos ninguno que se mencione todavía. El humor es la base en la gran mayoría de episodios (y a diferencia de sus series hermanas aquí predomina más la tecnología y la ciencia ficción, que la magia o lo sobrenatural). La ciudad se compone de grandes edificios que parecen seguir un motivo para mascotas, como los peces grandes, tazones de fuente, bocas de incendios, e incluso pósteres para rasguñar. 
Aquí entran nuestros personajes; Dudley Puppy un perro tonto, excéntrico, alocado y obsesionado con su juguete para morder, llamado en inglés "Chew" pero con un entusiasmo y su fortaleza increíble, hizo que se uniera a la agencia T.U.F.F. (Turbo Unidad Fuerza y Furor), su compañera Kitty Katswell, una gata que es la mejor agente de T.U.F.F. y Keswick, un científico que les informa de todo lo que ocurre y de sus misiones en T.U.F.F, agencia que se encarga de mantener el orden en las calles de Metrópolis, arruinando los planes de D.O.O.M. (Diabólica Orden Ofensiva del Mal) y F.L.O.P.P. (Fascistas Locos Obsesivos Por Problemas) en Temporada 2 y Actualidad, la agencia enemiga, liderada por la rata Verminious Snaptrap, quien desea destruir T.U.F.F. y apoderarse del mundo.

## Personajes

### Personajes Principales

#### Agentes de T.U.F.F. (Turbo Unidad de Fuerza y Furor)
- Dudley Puppy: Es el principal protagonista de T.U.F.F. Puppy. A pesar de que todavía es un cachorro, Dudley tiene el corazón de una manada de perros adultos. Criado por su madre de moral estricta, nació para detener la maldad y la mezquindad en su camino. A pesar de que perseguir huesos, puede emocionarlo más que perseguir malos, Dudley le da todo lo que tiene para mantener las calles de Metrópolis libres del crimen. Dudley es una bala perdida y que tiene la forma de ensuciar las cosas. Por eso el Jefe lo juntó con su compañera perfecta y ahora mejor amiga, Kitty Katswell. Juntos, derrotarán a D.O.O.M. y a todos los criminales de Metrópolis. Dudley es una mezcla perfecta entre todos los perros conocidos por el hombre (en este caso la valentía de un pastor alemán, la fuerza de un perro bóxer, la elegancia de un pudle, entre otros, aunque de forma inexplicable es parte cabra. A veces muerde a Kitty.

- Kitty Katswell: Es una gata y la agente número uno de T.U.F.F., compañera de equipo y mejor amiga de Dudley. De un gran temperamento y fácilmente irritable, esta felina es una fuerza clave con la que ningún villano quisiera encontrarse. Es una experta en el combate, las armas, y el trabajo de ser detective. Es conocida por tener un poco de mal genio, pero demuestra ser agradable y amable. También es algo egocéntrica. Dudley a menudo molesta a Kitty, pero ella todavía lo considera un socio digno y su mejor amigo. Parece que la llegada de Dudley a su vida la cambiado bastante, al principio lo trata como un perro callejero y compañero de trabajo, pero conforme pasa el tiempo se ha convertido en su mejor amigo. Jack Rabbit fue su socio y pareja alguna vez, pero ha perdido el interés en él al secuestrarla y tratar de robarle sus secretos para Snaptrap, pero fue salvada por Dudley y Keswick. Está enamorada de Eric, el repartidor de agua de T.U.F.F., aunque solo le atrae su físico. Es de ojos verdes, pelaje bronceado y viste un traje negro de agente secreto. Ella fue una porrista durante la adolescencia.

- Keswick: Es el inventor y científico del cuartel de T.U.F.F., a pesar de que todo lo que inventa termina resultando inútil, ya sea porque dispara ácido o por el simple hecho de que "es muy peligroso". Es el "inteligente del grupo" y es algo tartamudo, tiene pies palmados, agallas y apariencia de perro, estuvo enamorado de Rita, un tostador creado por él; que quiso destruir Petrópolis. Es un científico muy inteligente que ha hecho algunas contribuciones importantes a T.U.F.F., con algunos de sus inventos. Sin embargo, muchos de sus inventos han causado algún daño al equipo en el pasado también. Parece tener un extraño sentido del humor después de que hace algún tipo de broma que nadie parece entender. Se ha hecho muy buen amigo de Dudley después de Kitty y parece darse cuenta de los sentimientos de Dudley hacia ella. En el episodio en el que el crea un rejuvenecedor él tiene cola de cocodrilo es un ornitorrinco y una babosa. Él viene de una galaxia destruida llamada Keswickia. Dice que Keswick solo es el nombre de su especie. Él quiere dominar el mundo y llamarlo mundo Keswick. Está enamorado de Tammy, la secretaria, y al final terminaron como novios.

- Herbert Dumbrowski: Es una dura pero bien intencionada pulga que dirige el cuartel de T.U.F.F. Su verdadero nombre es Herbert Dumbrowski, pero todos lo llaman "El Jefe", quien fue el agente número uno de T.U.F.F. durante su juventud. Pero a medida que se convirtió en el jefe, sucumbió a diversos inconvenientes relacionados con la edad, incluyendo un pie biónico, cadera artificial, dientes postizos, y la pérdida de memoria a corto plazo. Aunque es pequeño, todavía conserva las habilidades de combate, así como superfuerza de una pulga, teniendo en cuenta que es capaz de practicar artes marciales. Su ciudad favorita es México. Al darse cuenta de que Dudley sería el nuevo mejor agente de T.U.F.F., decidió incorporarlo y unirlo a la mejor agente de T.U.F.F., quienes ahora son la mejor pareja de agentes de T.U.F.F. y la mejor decisión que haya tenido y quería ir a una Galaxia que aún existe llama Jefe-topia pero Keswick trato de detenerlo y Dudley intervino con su audio porque destruirá el universo y estuvo cerca, en el episodio era un motociclista es un super pulga.

### Villanos
- Verminious Snaptrap: Es una rata obsesionada con destruir a Dudley y a T.U.F.F. y apoderarse de Petrópolis, odia a Larry por casarse con su hermana y siempre que puede lo lanza a un tanque de tiburones o lo golpea, irónicamente es alérgico al queso y es el líder de D.O.O.M. una organización encargada de destruir a T.U.F.F. cosa que aún no han logrado y vive con su madre. La única razón de la villanía de Snaptrap es en realidad bastante humorística, así como irónica, de ser la única rata en el mundo que es alérgica al queso. Esto puede haber atormentado toda su vida hasta que fundó D.O.O.M. y se volvió loco. Es el principal antagonista de la serie. Sus planes implican generalmente la dominación global y la destrucción de T.U.F.F. Fue un agente de T.U.F.F. por un corto tiempo. En el episodio "Trampa de rata" demuestra que, al parecer, está enamorado de Kitty Katswell, por lo escrito en el guion de ella, sin embargo, puede que haya sido una estrategia para impresionar a su familia.

Nota: En España se llama Snaptrap el Piojoso.
- El Camaleón: Es un camaleón que al parecer no sabe que tiene los ojos por los lados le gusta usar lentes pero no puede; en contadas ocasiones tiene relación con D.O.O.M., posee un traje de transformación molecular que le permite cambiar de forma. Sus ojos nunca están mirando al mismo lugar al mismo tiempo. También es posible que haya déficit de atención, porque mientras él está hablando se va a disparar la lengua para comer un insecto que ve, como un auténtico camaleón, por lo general se distrae y la da la oportunidad de capturarse por Dudley y Kitty. También está obsesionado con unirse a Snaptrap y tiene un nivel de inteligencia bastante bajo. Se ha confirmado que en la temporada 2 tendrá una novia. Estuvo obsesionado por matar a Kitty porque ella lo llevó a prisión.

- Cerebro de Pájaro: Es un pájaro dodo que al parecer olvida que no sabe volar y siempre trata de inventar algún artefacto para controlar el mundo pero no tiene relación con D.O.O.M.. A diferencia de los otros villanos, parece ser más inteligente y capaz de su trabajo, pero aun así termina constantemente frustrado por T.U.F.F.. Un problema de cerebro de pájaro es que a menudo carece de aliados, a excepción de su atolondrada compañera colibrí, Zippy y un murciélago y búho bastante torpes. En el episodio quería ir a una Galaxia llamado Bloodyverso para poder volar y hacer otras cosas en esa Galaxia pero Keswick advierte que si entraría a esa Galaxia se destruiría la que dejó y fue frustrado por Dudley con sus audios.

### Otros villanos
- Jack Rabbit: Es un conejo que fue el mejor agente de T.U.F.F. pero que terminó aliándose con Snaptrap por dinero para entregarle prisionera a Kitty para que les diera información secreta de T.U.F.F., pero el y Snaptrap fueron detenidos por Dudley y Keswick. Actualmente es enemigo de Kitty y principalmente de Dudley, parece que Dudley le tiene rencor y celos ya que trató de llevarse a Kitty lejos de él a S.T.U.F.F. y que alguna vez fueron una pareja. En el episodio donde ve a Dudley dentro de Kitty para no caer en las trampas de Snaptrap y quería robar la información de los Agentes encubiertos de T.U.F.F. pero Kitty (Dudley) salió con Jack pero se fue al baño de hombres y fue al estadio de los Camiones monstruos y luego fue a la montaña rusa y al final dio la tarjeta y dijo que se olvidó los lentes y volvió a ser detenido cambiando cerebros con Dudley.

- Pato Loquín: Es el anfitrión de un programa de televisión para niños, del cual Dudley, Kitty, Keswick y el Jefe son fanáticos de su programa, en una ocasión hizo que Dudley y Kitty ganaran participar en su programa para ayudarlo a evitar que se cancelara pero resultó ser una trampa para destruir un satélite, pero terminó detenido por Dudley y Kitty. También abrió un restaurante y dio las Figuras de Lockin Acción y para incriminar a Dudley, y siempre ha tratado de aniquilarlo.

- Alce que Comparte: Es el compañero del Pato Loquín, que recuerda a los espectadores no hacer fraude por Internet o salir de la ciudad sin antes hablar con su oficial de libertad condicional o te perseguiré. En el episodio dijo Loquín es por separado y hace entregas a los clientes para que no sobrevivan.

- Bacalao Encapado: Es un pez loco que piensa que es el rey de los siete mares, y que Dudley es el rey de la superficie del mundo y Kitty su princesa. Le habla a los objetos inanimados del fondo del mar y cree que son sus súbditos. A tratado de inundar Petrópolis y descongelar un iceberg, pero fue detenido por Dudley y Kitty.

- La Chinche: Es un villano apestoso que intento convertir a Petrópolis en un pozo negro, su mal olor le hizo casi imposible a Dudley derrotarlo hasta que Keswick lo contagió de su resfriado y pudo vencerlo.

- Rita: Es una tostadora superinteligente creada por Keswick, quien se enamoró de ella hasta que quiso desconectarla y se volvió malvada y trato de destruir Petrópolis y de matar a Keswick, pero fue detenida por Dudley y Kitty.

- Copo de Nieve y Aguanieve: Son conejos y hermanos malvados que se visten como verduras y trataron de hacer fraude en una competencia de patinaje sobre hielo. Copo de nieve es el autor de los planes, la inteligente y la maligna, mientras su hermano es de poca inteligencia y bastante torpe.

- Leather Teddy: Es un oso gris-azulado, y es uno de los agentes de D.O.O.M.. No tiene papeles de discurso todavía, pero está demostrado que tiene trampas para osos con cadenas como armas. Él usa generalmente de cuero, debido a su nombre, lo que le hace parecerse a un ciclista. También parece tener una amistad con el perro malo.

- Perro Malo: Es un perro pitbull de D.O.O.M.. Él no ha tenido ningún papel hablando todavía. A diferencia de Leather Teddy, que no tiene ningún tipo de armas.

- El Irrespetuoso: Hizo su única aparición en el último episodio de la serie: "Rompimiento". Es un oso que se caracteriza por no respetar a nadie (de ahí su nombre). Vive en la casa de su hermana y no se llevan bien. Detesta que los niños jueguen en el jardín de la casa. En realidad, él no era un criminal, fingió serlo a pedido de El jefe para que Dudley, Kitty y Keswick trabajaran juntos de nuevo, lo arrestaran y se convencieran de volver a trabajar en T.U.F.F., aunque luego se convertiría en un criminal de verdad al intentar arruinar el espectáculo de fútbol americano del estadio, siendo detenido y arrestado por Dudley y Kitty a tiempo.

- Katty Katswell: Es la hermana malvada de Kitty. Físicamente es casi idéntica a Kitty excepto pon las canas que tiene en su cabello y el traje de criminal que lleva. Hizo su única aparición en "Felinos dobles" donde cambió identidades con Kitty para robar en el museo, cosa que no conseguiría ya que al final sería descubierta y arrestada.

- Meerkat: Es el líder de F.L.O.P.P. Tiene como gran objetivo convertir a F.L.O.P.P. en la agencia criminal más temida de Petrópolis. Las fechorías de él y compañía son faltas menores como tocar todos los botones del ascensor, robar las monedas de la fuente o irse sin pagar en el restaurante. Aunque siempre encuentra un objeto destructivo en "Objetos Perdidos" del golf, que utiliza para intentar aniquilar el mundo. La sede de F.L.O.P.P. es la casa de Golf.

- Wanna Bee: Es un miembro de F.L.O.P.P. Es una abeja que ha tenido varias apariciones en las temporadas 2 y 3, incluso ha actuado como villano independiente.

- Escape Goat: Es un miembro de F.L.O.P.P. Es una cabra que ha tenido varias apariciones en las temporadas 2 y 3.

### Personajes secundarios
- Peg Puppy: Es la madre sobreprotectora de Dudley, que alguna vez fue novia de Snaptrap y salió con el Camaleón. Ella desaprobaba que Dudley fuera un agente secreto, pero después de verlo en acción se dio cuenta de que nació para ello. Piensa que Kitty es la secretaria de Dudley y nunca recuerda su nombre.

- Sra. Katswell: Es la madre de Kitty, que ha aparecido en un flashblack en Operación: feliz cumpleaños y en Confesiones de una gatita enojona, cuando el Camaleón se disfraza de ella donde revela que Kitty tiene una hermana criminal. Ella se parece e incluso suena como su hija. Ella está impaciente por que Kitty se case.

- Niña Ardilla: Es una pequeña ardilla dulce, adorable e inocente, que ha hecho varias apariciones en la serie, Parece ser admiradora de Dudley y cree que Kitty es una señora mala.

- Tammy: Es la secretaria de T.U.F.F. su función principal es mantener a la agencia en contacto con los villanos que ataquen el día (mediante la pantalla grande). Ella es quien abre las puertas de la agencia. Se ha comprobado que sin ella, T.U.F.F. es un completo desastre. Ella es una coneja dulce, amable y encantadora; y es la novia de Keswick.

- Eric: Es el repartidor de agua de T.U.F.F. Físicamente es musculoso y atractivo, lo cual Kitty se enamoró de él. En el episodio "Hasta que D.O.O.M. nos separe" le declaró su amor a ella. Tiene un hermano no muy atractivo como él.

## Producción
Esta es la cuarta serie Nicktoons y la tercera serie creada por el mismo creador que tiene lugar en un mundo en todos los animales, las otras tres son La Vida Moderna de Rocko, CatDog y Bob Esponja, y a diferencia de las producciones anteriores de Butch Hartman, Los padrinos mágicos y Danny Phantom, cuyos personajes en su totalidad eran seres humanos, en esta nueva serie, todos los personajes son animales. Otro dato es que es la primera serie de Butch Hartman cuyo doblaje al español no es realizado en Venezuela (Danny Phantom) ni en Miami-Florida (Los padrinos mágicos), sino en México.
Butch Hartman, dijo que él creó el personaje central y quería hacer una serie de lucha contra el crimen basada en él. Debido a su anterior serie animada  Danny Phantom que ya participan los superhéroes, villanos y fantasmas en general, y Los Padrinos Mágicos son humorísticos y satíricos, Hartman decidió que iba a centrarse en Dudley un agente secreto. Lanzó la serie de Nickelodeon como "El agente secreto con un perro".
Eric Bauza, quien hace la voz de Foop en Los Padrinos Mágicos y después haría a Teddy en TUFF Puppy, él fue elegido originalmente para la voz de Dudley, pero el creador no se sentía que él era el adecuado para el personaje, en cambio eligió a Jerry Trainor de iCarly.

## Recepción
El estreno de la serie de TUFF Puppy atrajo 3,6 millones de espectadores en Nickelodeon.

## Episodios
| Temporada | Temporada | Episodios | Estados Unidos          | Estados Unidos      | Latinoamérica           | Latinoamérica          | España                 | España                |
| Temporada | Temporada | Episodios | Comienzo                | Final               | Comienzo                | Final                  | Comienzo               | Final                 |
| --------- | --------- | --------- | ----------------------- | ------------------- | ----------------------- | ---------------------- | ---------------------- | --------------------- |
|           | 1         | 20        | 2 de octubre de 2010    | 31 de marzo de 2012 | 3 de septiembre de 2011 | 11 de febrero de 2012  | 22 de agosto de 2011   | 26 de octubre de 2012 |
|           | 2         | 20        | 10 de diciembre de 2011 | 26 de abril de 2014 | 6 de agosto de 2012     | 31 de octubre de 2013  | 7 de diciembre de 2012 | 11 de julio de 2014   |
|           | 3         | 20        | 7 de agosto de 2013     | 4 de abril de 2015  | 6 de junio de 2013      | 4 de diciembre de 2015 | 2015                   | 2015                  |